# デル・レイ・ブックス
デル・レイ・ブックス (Del Rey Books) は、ランダムハウス傘下のアメリカの出版社バランタイン・ブックスの出版部門の1つ。1977年にSF作家・編集者のレスター・デル・レイと妻ジュディ・リン・デル・レイにより設立された。SF小説やファンタジー小説を主に発行している。

## Del Rey Manga
デル・レイ・マンガ (Del Rey Manga) は、デル・レイ・ブックスのインプリント。北米において日本の漫画、主に講談社の漫画を翻訳出版している。2004年5月より販売を開始した。その中の一部はTanoshimiというインプリントによってイギリスで出版されている。2010年に事業が終わり、2010年12月1日付でKodansha USAに出版のライセンスが継承される。

### 主な翻訳作品
- XXXHOLiC (×××HOLiC)
- エア・ギア (Air Gear)
- 魔法先生ネギま! (Negima)
- のだめカンタービレ (Nodame Cantabile)
- スクールランブル (School Rumble)
- ツバサ-RESERVoir CHRoNiCLE- (Tsubasa: RESERVoir CHRoNiCLE)
- 涼風 (Suzuka) - 18歳以上向け指定
- さよなら絶望先生 (Sayonara, Zetsubou-Sensei)

### 主な独自作品
- ロボテック・シリーズ (Robotech Series)